# A Quick One
| 전문가 평가                       | 전문가 평가 |
| 평가 점수                         | 평가 점수   |
| 출처                              | 점수        |
| --------------------------------- | ----------- |
| AllMusic                          | [ 2 ]       |
| The Encyclopedia of Popular Music | [ 3 ]       |
| MusicHound Rock                   | 3.5/5       |
| Q                                 | [ 5 ]       |
| Rolling Stone                     | [ 6 ]       |
| Tom Hull                          | B+ ()       |

《A Quick One》은 1966년 12월 9일에 발매된 영국의 록 밴드 더 후의 두 번째 스튜디오 음반이다. 〈Happy Jack〉이라는 노래가 톱 40 히트를 친 미국에서 이 음반은 1967년 4월에 약간의 트랙 목록을 변경하여 《Happy Jack》이라는 제목으로 발매되었다.
기타리스트 피트 타운젠드가 주요 또는 유일한 작곡가였던 더 후의 다른 음반들과 달리, 《A Quick One》은 모든 밴드 멤버들의 상당한 작곡 기여를 특징으로 하며, 리드 보컬리스트 로저 돌트리가 한 곡, 베이시스트 존 엔트위슬과 드러머 키스 문이 각각 두 곡을 기여했다. 이 음반에는 홀랜드-도이저-홀랜드의 노래 〈Heat Wave〉의 커버도 포함되어 있으며, 〈A Quick One, While He's Away〉라는 제목의 노래로 마무리되는데, 이 곡은 더 후가 나중에 알려지게 될 록 오페라에 영감을 주었다.

## 배경
더 후의 두 번째 스튜디오 음반은 그들의 데뷔에 있어서의 R&B 강조로부터 출발한다. 로저 돌트리가 단 한 곡(〈See My Way〉)만 썼지만, 이 음반의 마케팅 추진의 일부는 각 밴드 멤버가 최소한 두 곡을 써야 한다는 요구 사항이었고, 따라서 이 음반은 피트 타운젠드의 작곡에 의해 가장 덜 지배되는 더 후 음반이다. 이 음반은 1966년 런던의 IBC 스튜디오, 파이 스튜디오 및 리젠트 사운드에서 음반 제작자 키트 램버트에 의해 녹음되었다. 타운젠드는 동등한 기여를 위한 이 추진이 그가 작곡한 밴드의 싱글곡들을 제외하게 했다고 말했다.
〈Boris the Spider〉는 존 엔트위슬이 롤링 스톤스의 베이시스트 빌 와이먼과 술을 마시고 난 후에 쓰여졌다. 엔트위슬이 그 노래를 생각해냈을 때, 그들은 동물들을 위해 재미있는 이름을 지어주고 있었다. 〈Boris the Spider〉는 빠르게 엔트위슬의 가장 인기 있는 노래가 되었고, 수십 년이 지난 후에도 여전히 공연되었고, 그는 종종 거미 목걸이를 착용했고, 맞춤형 알렘빅 베이스 기타의 몸체에 거미줄 디자인을 상감했다(후자는 엔트위슬의 1981년 솔로 스튜디오 음반 《Too Late the Hero》의 커버에 그려져 있다).
키스 문의 〈I Need You〉는 원래 〈I Need You (Like I Need a Hole in the Head)〉라는 제목이었다. 문은 비틀즈가 뒤에서 비밀 언어로 말했다고 생각했고, 이 노래는 비틀즈의 북부 억양을 놀리는 그의 방식이었다. 비록 문은 그 노래의 보컬 부분이 존 레논 모조품이라고 부인했지만, 엔트위슬은 사실 그렇게 말했다.

## 곡 목록

### A Quick One
| #  | 제목                    | 작사·작곡                                   | 리드 보컬        | 재생 시간 |
| -- | ----------------------- | ------------------------------------------- | ---------------- | --------- |
| 1. | 〈Run Run Run〉         | 피트 타운젠드                               | 로저 돌트리      | 2:42      |
| 2. | 〈Boris the Spider〉    | 존 엔트위슬                                 | 엔트위슬         | 2:28      |
| 3. | 〈I Need You〉          | 키스 문                                     | 문               | 2:24      |
| 4. | 〈Whiskey Man〉         | 엔트위슬                                    | 엔트위슬         | 2:57      |
| 5. | 〈Heat Wave〉           | 브라이언 홀랜드, 라몬트 도지어, 에디 홀랜드 | 돌트리, 타운젠드 | 1:54      |
| 6. | 〈Cobwebs and Strange〉 | 문                                          | 기악             | 2:29      |

| #  | 제목                             | 작사·작곡 | 리드 보컬                  | 재생 시간 |
| -- | -------------------------------- | --------- | -------------------------- | --------- |
| 1. | 〈Don't Look Away〉              | 타운젠드  | 돌트리                     | 2:51      |
| 2. | 〈See My Way〉                   | 돌트리    | 돌트리                     | 1:52      |
| 3. | 〈So Sad About Us〉              | 타운젠드  | 돌트리, 엔트위슬           | 3:01      |
| 4. | 〈A Quick One, While He's Away〉 | 타운젠드  | 돌트리, 엔트위슬, 타운젠드 | 9:10      |

### Happy Jack
| #  | 제목                    | 재생 시간 |
| -- | ----------------------- | --------- |
| 1. | 〈Run Run Run〉         | 2:44      |
| 2. | 〈Boris the Spider〉    | 2:30      |
| 3. | 〈I Need You〉          | 2:25      |
| 4. | 〈Whiskey Man〉         | 2:57      |
| 5. | 〈Cobwebs and Strange〉 | 2:31      |
| 6. | 〈Happy Jack〉          | 2:11      |

| #  | 제목                             | 재생 시간 |
| -- | -------------------------------- | --------- |
| 1. | 〈Don't Look Away〉              | 2:53      |
| 2. | 〈See My Way〉                   | 1:53      |
| 3. | 〈So Sad About Us〉              | 3:04      |
| 4. | 〈A Quick One, While He's Away〉 | 9:10      |